# 샤퍼 (영화)
《샤퍼》(영어: Sharper)는 2023년 개봉한 미국의 범죄 스릴러 영화로, 벤저민 캐런이 감독을 맡았다.

## 출연
- 줄리앤 무어
- 세바스티안 스탄
- 저스티스 스미스
- 존 리스고
- 줄리언 야오 조이엘로